# Pandion haliaetus
Pandion haliaetus , comummente conhecida como Águia-pescadora (português brasileiro) ou águia-pesqueira (português europeu), é uma ave de rapina de grande porte, pertencente à família dos Pandionídeos. 
Trata-se da única representante deste género e também desta família, com distribuição praticamente em todos os continentes.

## Nomes comuns
Dá ainda pelos seguintes nomes comuns: águia-marinha, aurifrísio, guincho (não confundir com as espécies Apus apus e Chroicocephalus ridibundus, que consigo partilham este nome comum), guincho-ocidental, mugeiro e pilha-peixe.
No Brasil também é conhecida como águia-tarrafeira e gavião-pescador. 

### Etimologia
Quanto ao nome científico desta espécie:
- O nome genérico, Pandion, provém do grego clássico, Πανδίων[10], por alusão ao rei mitológico de Atenas Pandião II,[11] cujo filho, Niso, de acordo com a mitologia grega, se transformou numa água-pesqueira.[12]

- O epíteto específico, haliaetus, provém do latim, hălĭāĕtus, e significa «águia-marinha».[13]

Quanto aos nomes comuns, o nome «mugeiro» vem por alusão a «muge» ou «mugem», designação comum dada às espécies de peixe do género Mugil.

## Caracterização
É uma espécie de ave de rapina de porte médio, com cerca de 57 cm de comprimento, 2 metros de envergadura e chega a pesar 2,1 quilos. Ela é caracterizada por ter a cabeça e partes inferiores brancas, partes superiores do corpo pardo-anegradas, asas longas e estreitas com mancha negra, penas nucais eriçadas e cauda curta. As patas são cinzento-azuladas e o bico é preto e enganchado.
Vista de longe, a sua silhueta pode ser confundida com a de uma gaivota, devido à configuração das suas asas, ligeiramente arqueadas enquanto plana. Outras aves com que pode ser confundida, embora tenha grandes diferenças, são a águia-cobreira (Circaetus gallicus), a águia-perdigueira (Hieraaetus fasciatus) e a águia-calçada (Hieraaetus pennatus). Esta confusão apenas poderá ocorrer devido às partes inferiores destas aves serem esbranquiçadas.

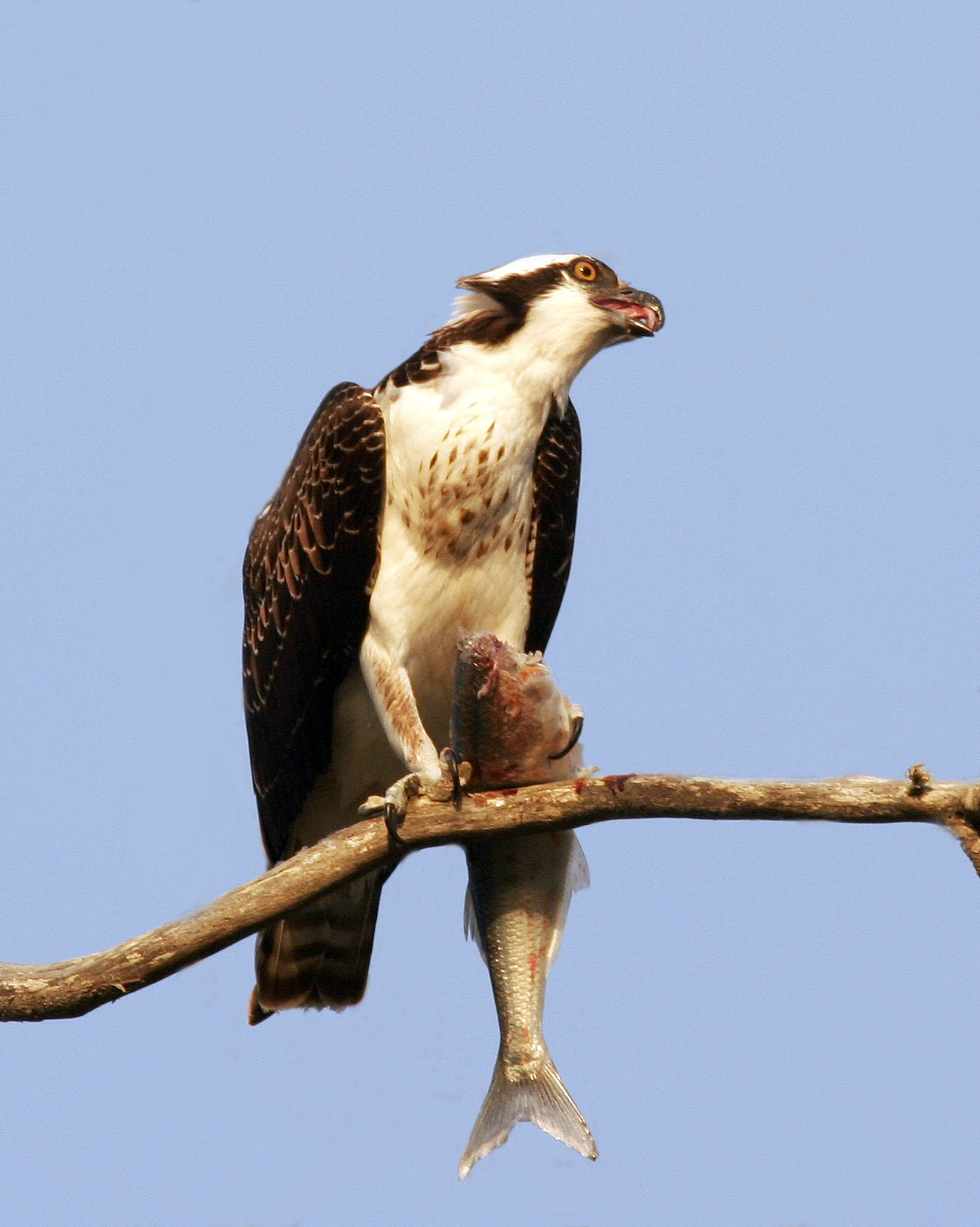
Águia-pescadora com um peixe em suas garras.

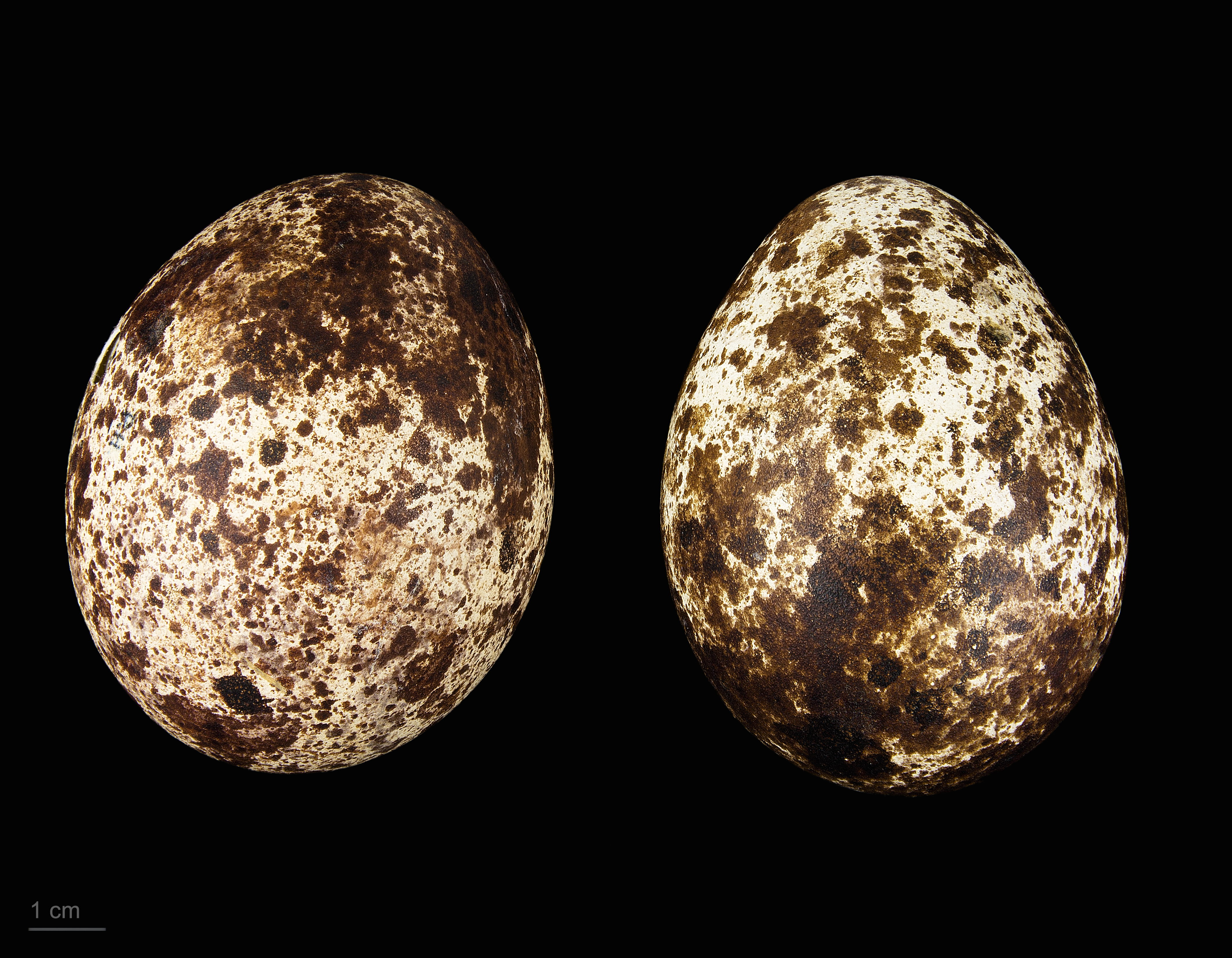
Pandion haliaetus - MHNT

Trata-se de uma espécie de hábitos muito solitários, embora haja registos de ocorrências de bandos, mais ou menos dispersos. Nas zonas de pesca, normalmente bastante afastadas do ninho, toleram a presença de outros indivíduos, chegando a registar-se uma concentração de 25.
Geralmente, a águia-pesqueira é teimosa. Apenas na época de reprodução se verifica uma variedade de chamamentos e assobios na zona de nidificação. O casal é, normalmente, monógamo e a ligação dura uma estação.
Alimenta-se quase exclusivamente de peixe considerado de tamanho médio, geralmente capturando-os rapidamente com os pés após peneirar em voo. Entre as espécies preferidas encontram-se: nas zonas costeiras, os sargos e os robalos; nas zonas estuarinas, as tainhas; e entre as espécies de água doce, as carpas.
Apesar de ser preferencialmente e quase exclusivamente ictiófaga, esta águia pode incluir na sua dieta outras presas tais como pequenos mamíferos, pássaros, répteis, anfíbios, assim como crustáceos e outros invertebrados.
A forma de captura das suas presas é feita geralmente em voos picados com as patas para a frente no último momento para agarrar a presa. Estes mergulhos podem ter início a pouco mais de cinco metros acima da água, como, em caso de voos maiores, de uma altitude de cerca de 70 m. Pode cair em voo picado ou pode simplesmente capturar a presa num voo praticamente horizontal e rente à água.

## Distribuição e abundância
Esta espécie nidifica quase sempre perto de água. Captura peixes de água doce, salgada ou salobra, o que lhe permite frequentar estuários, barragens, cursos de água de caudal lento e por vezes a orla costeira. Normalmente nidifica em árvores, mas, na zona mediterrânica, sempre foi mais comum junto à costa, nas falésias escarpadas ou em pequenas ilhas rochosas.
Ocorre um pouco por todo o mundo, desde a América do Norte à Austrália, passando pela Europa, por Cabo Verde e pelo Japão. A população mundial situa-se em cerca de 30 000 casais, sendo a maioria nidificante na América do Norte e migrando da América do Norte até a Argentina e Chile, com distribuição isolada em grande parte do Brasil.
No fim do Verão, as águias-pesqueiras deixam a região onde se reproduzem e partem para o sul, passando o Inverno em zonas tropicais. Mas, na Primavera seguinte, cada casal vem procriar exactamente no mesmo lugar.
Em Portugal é actualmente visitante não nidificante, e pode ser observada quase ao longo de todo o ano, mas com maior incidência nas épocas de passagem migratória. Também goza do estatuto de invernante pois, dado o nosso clima de influência mediterrânica, algumas aves passam o Inverno entre nós. Isto é mais visível, nomeadamente, no Estuário do Sado, um dos únicos locais do país onde é frequentemente avistada na Primavera.

## Em Portugal
O declínio da população mundial de águias-pesqueiras iniciou-se no século XIX e prolongou-se pelo século XX. Em alguns sítios na Europa chegou mesmo a extinguir-se. Em Portugal, até à década de cinquenta havia cerca de 20 casais nidificantes, «sendo o sentido deste decréscimo de Norte para Sul, de Leste para Oeste».
Entre as principais causas deste desaparecimento encontra-se a introdução do perímetro de rega como técnica agrícola. Esta medida fez com que houvesse uma transformação no litoral alentejano e, por conseguinte, o aumento da presença humana, esta sim, responsável pelo desaparecimento da espécie.
Também se pode responsabilizar a caça ao pombo-das-rochas, que fez com que um grande número de águias-pesqueiras fosse abatido. Por outro lado, verifica-se que, com o aumento da pesca à linha e desportiva, as águias abandonaram também muitos locais de nidificação, perturbadas novamente pela presença humana.
Em 1978, a população de residentes encontrava-se drasticamente reduzida a apenas três casais, sendo que um deles desapareceu por morte de um dos cônjuges, restando somente dois casais até 1990. Nessa data, a destruição de um dos ninhos originada pela queda de um bloco de pedra, levando ao desaparecimento de um dos adultos, ameaçou novamente a sobrevivência da espécie no país. A fêmea ainda cativou outro macho, porém as tentativas de instalação revelaram-se infrutíferas.
Por essa altura, a fêmea do outro casal restante veio a perecer, mas o macho juntou-se com a fêmea que perdera o cônjuge em 1990 e, assim, a população ficou reduzida a um único casal.
Quando em 1997 a fêmea morreu de causas naturais, a espécie foi dada como extinta em Portugal. Na Primavera de 2000, ainda se reacendeu a esperança de que a espécie pudesse ter continuidade, quando o macho arranjou uma nova fêmea para o seu ninho. No entanto, as esperanças logo se dissiparam quando as tentativas de acasalamento se mostraram infrutíferas.
Durante anos não houve quaisquer registos de nidificação.
Depois da reintrodução de alguns animais na Andaluzia em 2003, e três anos depois em Itália, foi a vez de Portugal e o País Basco avançarem também nesse sentido, em 2011 e 2013, respetivamente.
Ao todo, foram libertados na Península Ibérica 125 juvenis na Andaluzia, a que se juntam os 40 libertados em Portugal (na Barragem de Alqueva) e os 23 no País Basco. Esta reintrodução é uma tentativa de reconstituir a população ibérica da espécie.
O projeto português está a ser desenvolvido na Barragem de Alqueva por investigadores e técnicos do CIBIO-InBIO, com o apoio financeiro da EDP. Na primavera de 2015 um casal reprodutor foi descoberto no Parque Natural da Costa Vicentina.

### Toponímia
De acordo com o autor Paulo Paixão, a praia do Guincho, em Cascais, deve o seu nome a esta ave, a qual durante séculos foi comummente conhecida como «guincho».
Sem embargo, este nome tem vindo a perder popularidade, nas últimas décadas, em relação ao novo nome «águia-pesqueira», que terá advindo de um erro de catalogação moderno. 

## Medidas de preservação
Em resposta ao grande declínio do número de indivíduos da população de águias-pesqueiras, sobretudo na Europa, alguns países tais como o Reino Unido, a Noruega e a Suécia têm vindo a combater o desaparecimento desta espécie investindo em medidas de preservação que parecem estar a surtir efeito. No entanto, no restante mundo, esta população continua a ver o seu número cada vez mais reduzido.
Para preservar a águia-pesqueira em Portugal, foi sugerido que se implementasse o diálogo com os pescadores residentes na região da costa alentejana, tornando-os parceiros na protecção da espécie. Também se tornava urgente a ordenação da costa sudoeste e a proibição de circulação em algumas zonas consideradas cruciais para a nidificação das águias. Este impedimentos poderiam ser permanentes ou sazonais, porém, nem uma nem outra hipótese passaram à prática.
Outra das medidas de preservação passava pela introdução de indivíduos de outras populações de forma a aumentar o número de aves desta espécie nidificantes em Portugal.
As sugestões de medidas de preservação da espécie foram sempre pouco tomadas em consideração apesar dos imensos alertas que foram lançados pelas organizações ambientalistas e pelos ecologistas. Hoje, é já muito tarde para preservar, já que a espécie perdeu todos os casais residentes em Portugal.
Esta perda é de facto muito significativa do ponto de vista da riqueza e da diversidade biológica de Portugal. A águia-pesqueira é a única espécie no género Pandion, que também é o único na família Pandionidae. É a única ave de rapina europeia que se alimenta de peixe, mergulhando para capturar as suas presas.

## Subespécies
São reconhecidas quatro subespécies:
- P. h. haliaetus - Europa e Ásia até ao Japão
- P. h. carolinensis e P. h. ridgwayi - América do Norte e América Central
- P. h. cristatus - sueste asiático e Austrália